# His Dark Materials
His Dark Materials är en brittisk-amerikansk TV-serie baserad på boktrilogin Den mörka materian av författaren Philip Pullman. Den första säsongen består av åtta avsnitt och täcker den första boken Guldkompassen i serien. Den andra säsongens sju avsnitt täcker den andra boken Den skarpa eggen. Den tredje och sista säsongens åtta avsnitt täcker den tredje boken Bärnstenskikaren. I Sverige har His Dark Materials visats på HBO Nordic och senare HBO Max.

## Handling
Serien utspelar sig i en parallell värld där varje människa har en sorts själ, daemon, som är förkroppsligad i ett djur. Handlingen kretsar kring den unga föräldralösa flickan Lyra som upptäcker en farlig hemlighet om det mystiska ämnet Stoft under sökandet efter vännen Roger.

## Rollista (i urval)

### Huvudroller
- Dafne Keen – Lyra Belacqua
- Ruth Wilson – Mrs Coulter
- Anne-Marie Duff – Ma Costa
- Clarke Peters – Rektorn
- James Cosmo – Farder Coram
- Ariyon Bakare – Carlo Boreal
- Will Keen – Fader MacPhail
- Lucian Msamati – John Faa
- Gary Lewis – Thorold
- Lewin Lloyd – Roger Parslow
- Daniel Frogson – Tony Costa
- James McAvoy – Lord Asriel
- Georgina Campbell – Adele Starminster
- Lin-Manuel Miranda – Lee Scoresby

### Återkommande roller
- Ian Gelder – Charles
- Patrick Godfrey – Butler
- Philip Goldacre – Sub-Rector
- Richard Cunningham – Chaplain
- Simon Manyonda – Benjamin De Ruyter
- Geoff Bell – Jack Verhoeven
- Tyler Howitt – Billy Costa
- Mat Fraser – Raymond Van Gerrit
- Ian Peck – Kardinal Sturrock
- David Langham – Fader Garret
- Robert Emms – Thomas
- Morfydd Clark – Syster Clara
- Nabil Elouahabi – Den ljusögda mannen
- Frank Bourke – Fra Pavel
- Jamie Wilkes – Den bleka mannen
- Harry Melling – Sysselman
- Omid Djalili – Dr Martin Lanselius
- Joe Tandberg – Iorek Byrnison (röst och motion capture)
- Joi Johannsson – Iofur Raknison (motion capture)
- Ruta Gedmintas – Serafina Pekkala
- Lia Williams – Dr Cooper
- Amir Wilson – Will Parry
- Nina Sosanya – Elaine Parry
- Ray Fearon – Mr Hanway
- Andrew Scott – John Parry

### Röstroller
- Helen McCrory – Stelmaria, lord Asriels daemon
- Kit Connor – Pantalaimon, Lyras daemon
- Eloise Little – Salcilia, Rogers daemon
- Phoebe Scholfield – Alicia, rektorns daemon
- Libby Rodliffe – Lyuba, Tony Costas daemon
- Cristela Alonzo – Hester, Lee Scoresbys daemon
- David Suchet – Kaisa, Serafina Pekkalas daemon
- Peter Serafinowicz – Iofur Raknison
- Brian Fisher – Den gyllene apan, Mrs Coulters daemon (okrediterad)

## Avsnitt
| Nr | Titel                    | Regi           | Manus       | Sändningsdatum   |
| -- | ------------------------ | -------------- | ----------- | ---------------- |
| 1  | "Lyra's Jordan"          | Tom Hooper     | Jack Thorne | 3 november 2019  |
| 2  | "The Idea of North"      | Tom Hooper     | Jack Thorne | 10 november 2019 |
| 3  | "The Spies"              | Dawn Shadforth | Jack Thorne | 17 november 2019 |
| 4  | "Armour"                 | Otto Bathurst  | Jack Thorne | 24 november 2019 |
| 5  | "The Lost Boy"           | Otto Bathurst  | Jack Thorne | 1 december 2019  |
| 6  | "The Daemon-Cages"       | Euros Lyn      | Jack Thorne | 8 december 2019  |
| 7  | "The Fight to the Death" | Jamie Childs   | Jack Thorne | 15 december 2019 |
| 8  | "Betrayal"               | Jamie Childs   | Jack Thorne | 22 december 2019 |

## Produktion
I november 2015 rapporterades det att BBC samt produktionsbolagen Bad Wolf och New Line Cinema arbetade med att producera en TV-serie baserad på Den mörka materian. Den väntas bestå av åtta avsnitt och sändas på BBC One i Storbritannien. De internationella rättigheterna köptes av HBO.
Rollsättningen till serien avslöjades i juli 2018 och skådespelaren Dafne Keen spelar huvudrollen Lyra. Inspelningen ägde rum i Cardiff vid Wolf Studios Wales, produktionen för säsong två började innan den första säsongen hade premiär.

## Mottagande
Rotten Tomatoes rapporterade att 81 procent, baserat på 88 recensioner, hade satt ett genomsnittsbetyg på 7,56 av 10. På Metacritic nådde serien genomsnittsbetyget 67 av 100, baserat på 21 recensioner.